# Karl Rheinfurth
Karl Rheinfurth (* 21. Februar 1895 in Burkhards, Kreis Schotten/Oberhessen; † 8. Mai 1953 in Tilleda) war ein evangelischer Pfarrer und deutscher Schriftsteller.

## Leben
Er wurde als zweiter von drei Söhnen des evangelischen Pfarrers zu Leidhecken Heinrich Rheinfurth und seiner Frau Louise, geb. Schnittspahn, in Burkhards geboren. Nach dem Besuch des Gymnasiums in Friedberg studierte er von 1913 bis 1917 Theologie in Gießen und Marburg. 1918 besuchte er das Predigerseminar in Friedberg. 
Von 1918 bis 1928 war er evangelischer Pfarrer in Hessen. 1927 starb seine erste Ehefrau Anni, geb. Depke. Mit ihr hatte er einen Sohn und zwei Töchter. In dieser Zeit wurde auch eine uneheliche Tochter geboren. Er heiratete erneut und zog mit seiner zweiten Ehefrau Margarete, geb. Puls, nach Spaatz in Brandenburg. Hier wurde ihm 1930 die Pfarrstelle übertragen. 1936 beantragte er die Ehescheidung und wurde daraufhin aus dem Pfarrdienst entlassen. 1936 bis 1939 betätigte er sich als freiberuflicher Schriftsteller in Rathenow und heiratete 1939 die Säuglings- und Kleinkindschwester Ilse Marie Charlotte Enders. Mit ihr bekam er zwei Söhne. 1939 bis 1945 arbeitete er neben seiner schriftstellerischen Tätigkeit als Mitarbeiter der Nationalsozialistischen Volkswohlfahrt in den Bereichen der Wohlfahrtspflege und Jugendhilfe. 1945 wurde er noch in den letzten Kriegsmonaten zum Volkssturm eingezogen und geriet in amerikanische Gefangenschaft. Ende 1945 wurde er als Landarbeiter nach Tilleda am Kyffhäuser entlassen. Seine Frau war schon vorher von Rathenow nach Tilleda evakuiert worden. Hier bemühte er sich vergeblich um die Wiederaufnahme in den Pfarrdienst. Daraufhin arbeitete er bis zu seinem Tod als Autor, Landarbeiter und Mitarbeiter der Gemeindeverwaltung.  
Karl Rheinfurth war seit seiner Jugend mit Waldemar Bonsels eng befreundet. Mit ihm unterhielt er einen regelmäßigen persönlichen Kontakt und einen regen Briefwechsel. Er besorgte unter anderem die Zusammenstellung des Buches Die Herrschaft des Tieres für Bonsels.

## Schriften
- Waldemar Bonsels. Eine Studie. Schuster & Löffler, Berlin 1919
- Waldemar Bonsels. 2., neu bearbeitete und ergänzte Auflage. Schuster & Löffler, Berlin 1921
- Der neue Mythus. Deutsche Verlagsanstalt, Stuttgart 1930
- Mutter Annekathrin. In: Schneider, Mila: Vor Müttern neigen sich Himmel und Stern. Rudolf Schneider Verlag, Reichenau/Sachsen 1942
- Einführung in das Werk des hessischen Dichters Karl Ernst Knodt. In: Knodt, Karl Ernst: Lichtlein sind wir. Müller & Fröhlich, München 1916
- Karl Ernst Knodt. In: Christliches Kunstblatt für Kirche, Schule und Haus 58. 1916, Seite 176–181